# Bambi y su pistola rosa
Bambi y su pistola rosa (バンビ Banbi?) es una serie de manga, creada por Atsushi Kaneko y serializada entre 1998 y 2002.
La historia se centra en una muchacha de diecisiete años, llamada Bambi, la cual ha secuestrado a un niño de 
las manos de un misterioso personaje y lo esta llevando de regreso a los también misteriosos viejos. Este extraño individuo, un excéntrico ídolo y estrella pop, ofrece una millonaria recompensa a cualquiera que elimine a Bambi y le regrese al infante sano y salvo. Todos los criminales, asesinos y cazarrecompensas del país intentan entonces dar caza a la inocente niña. Lo que desconocen es que Bambi es una asesina sociópata, sin empatía ni compasión por ningún ser humano que no sea ella misma.
La historia es extremadamente violenta, de lectura sencilla, entretenida, con un magnífico y depurado dibujo en blanco y negro y que en cada nuevo capítulo toma una apariencia distinta (western, wrestling, cuento de hadas, latino, 𝘢ñ𝘰𝘴 40, japonés tradicional, etc.).
Su título proviene de la canción del grupo musical punk Británico Sex Pistols, Who Killed Bambi?.
El manga se convirtió a lo largo de los años en una serie de culto e incluso inspiró dos colecciones de música, el CD Shot the Pink Gun: Bad Tracks para BAMBi y un Shot One Kill: Bad Tracks para BAMBI

## Personajes

### Personajes principales
Bambi
Una primitiva asesina y sociópata que no tiene en cuenta a quién mata ni por qué. Sabe muy poco sobre la raza humana y muestra una falta total de empatía y de emoción o preocupación por cualquier otra persona que no sea ella misma. Ella siempre se refiere a ella misma en tercera persona (forma que parece ser muy elegante entre las mujeres japonesas para hablar de uno mismo) y usa el término «Soy Bambi» para presentarse. También está obsesionada con la limpieza y su salud; consumiendo solo el agua más limpia, las frutas y verduras más frescas y alimentos sin pesticidas ni hormonas. Bambi es también una virgen que se abstiene de tener relaciones sexuales, llamándolo un acto repugnante y atacando a cualquiera que intente algún contacto físico con ella.
Pampi
El niño misterioso que se le pidió a Bambi que secuestrara a Gabba King y lo llevara a los «viejos». Ella misma le bautiza con este nombre. A Pampi le encanta comer comida basura.
Los Viejos
Casi nada se sabe acerca de ellos. Son cuatro hermanos llamados A-Saku (desaparecido), B-saku, C-Saku y D-Saku. Piden a Bambi que secuestre al niño y se lo regrese.
Tanahashi
Un timador veinteañero que viaja y sigue por el mundo a Bambi para darle caza. Finge estar de parte de la chica pero tiene un acuerdo con Charli para devolverle al niño. Estuvo a punto de ser asesinado por sicarios hasta que Bambi apareció y lo liberó porque necesitaba el coche en el que él estaba esposado. Él se hace consciente entonces de la recompensa por las cabezas de ella y Pampi y decide visitar a Gabba King y convertirse en su espía. Confiesa a Bambi que fue contratado para seguirla y le asegura que traicionará al músico y la ayudará. Sin embargo, ella nunca acepta su ayuda.
Gabba King
Un extraño personaje, cantante e ídolo pop. Publica la orden de búsqueda para que maten a Bambi y le regresen a Pampi por una recompensa de $ 500,000,000. Su necesidad de Pampi es tan misteriosa como el propio niño. Lo único que se sabe es que lo ve como «su futuro». Tiene un don con las mujeres, ya que su música excita a cualquiera que la escuche hasta tal punto que los espectadores en un concierto estallan en una orgía. También se rumoreaba que tomaba cientos de chicas todas las noches y las satisfacía a todas. Sin embargo, la realidad es que las golpea hasta matarlas.
Charlie
Misterioso asistente drag queen de Gabba King. En el pasado fue un anarquista que quería cambiar el mundo por medio del terrorismo y para ello se alió con los viejos. Pero al ver que estos eran unos inútiles y rechazan la violencia política los abandona. Utiliza a Gabba para sus propósitos. Crio y educó a las tres trillizas.
Las tres trillizas
Son tres violentas sicarias, llamadas Mouse (Ratón), Fly (Mosca) y Roach (Cucaracha); contratadas por Charlie para acabar con Bambi. Fueron abandonadas como bebés en el bosque y encontradas por D-saku, el más joven de los viejos y criadas en el arte de la violencia por Charlie para ayudarle en sus planes malévolos.
Kukichiyo
Es un «perro» sadomasoquista, mascota de la trilliza Roach. Al ver por primera vez a Bambi se excita e intenta violarla. Su historia se completa en «Bambi alternative».

### Personajes secundarios
Platinun Mask
Una vez fue un luchador profesional muy exitoso. Es inmortal y tiene una deformidad secreta bajo su máscara, que nunca se quita. Ha estado vivo durante más de ciento cincuenta años, viviendo en los callejones y torturando pequeños animales y matando a cualquiera que se cruce en su camino. Sus formas de asesinato son increíblemente salvajes, como perforar la parte superior del cráneo de un hombre, sacar los intestinos y aplastar cabezas con una mano. Está lleno de una cantidad excesiva de ira que es tan fuerte y psicótica que incluso Bambi tiene dificultades para derrotarlo.
Mamá
Una mujer occidental horrible y una maestra de la violencia con complejo de Rasputín. Mama es la líder de 'Mama's Gang', una de las bandas más notorias del mundo. Brutal y una asesina disfuncional en todos los sentidos, Bambi tuvo que llegar al extremo de prender fuego a mamá y finalmente hacerla estallar para matarla.

## Publicación
El manga fue serializado originalmente en la revista Comic Beam por Enterbrain entre julio de 1998 y septiembre de 2001. En los primeros capítulos era un manga experimental cuyas páginas se presentaban en tono rojo en la parte superior de las mismas. Más tarde la serie se compiló en seis volúmenes tankōbon publicados por Enterbrain el 30 de junio de 2000 y el 25 de septiembre de 200. Enterbain publicó una edición especial titulada Rei Alternative el 27 de septiembre de 2002 con varias historias autoconclusivas que completaban la historia de algunos personajes del manga.
El 25 de octubre de 2014, se lanzaron los dos primeros volúmenes de una versión «remodelada» de Bambi, que eliminaba el color rojo y dejaba las páginas en blanco y negro; el 25 de septiembre de 2014 se publicaron el tercer y cuarto volumen, y les siguieron los dos últimos el 25 de diciembre de 2014. Digital Manga Publishing publicó una traducción al inglés en dos volúmenes a «mediados de julio de 2005» y el 1 de diciembre de 2005.